# Motorsåg

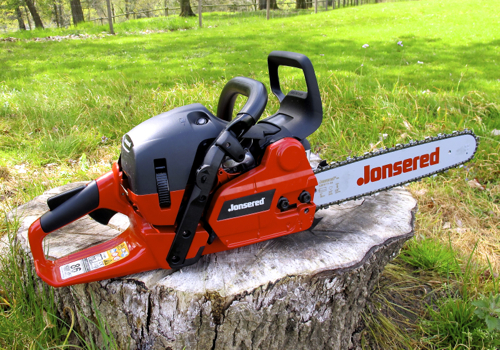
En modern motorsåg

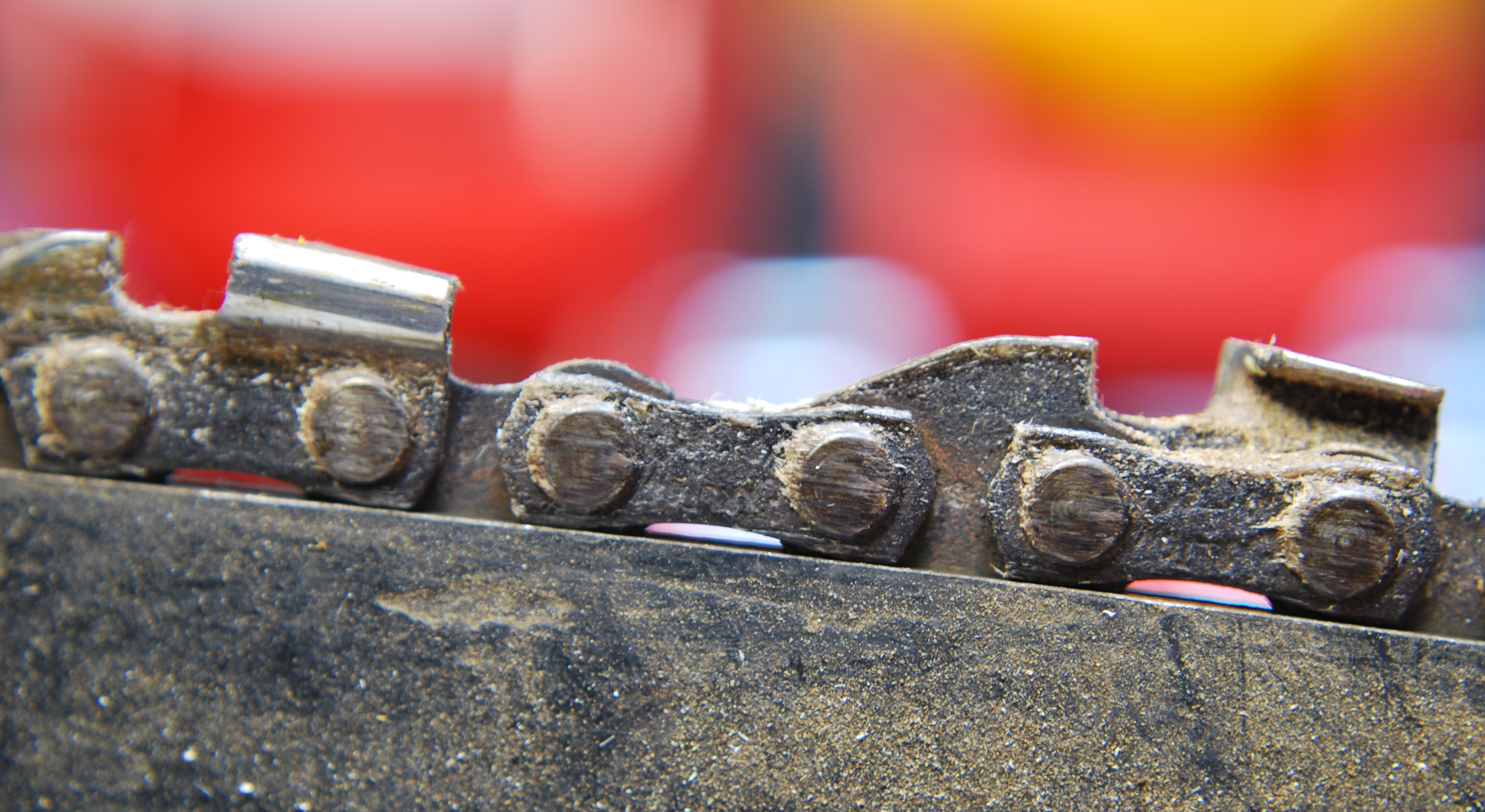
Närbild på en motorsågskedja

En motorsåg eller kedjesåg är en portabel, motoriserad såg som vanligen används för att fälla, kvista och aptera (kapa) träd. Motorsågar drivs av antingen en nätansluten elmotor eller en tvåtaktsmotor, även 4-takt finns. Själva sågarbetet utförs av en sågkedja med vassa skärlänkar som motorn driver medurs runt sågsvärdet. Tapparna mellan länkarna i kedjan smörjs genom att sågen pumpar ut särskild sågkedjeolja till svärdets spår. Kedjan kräver regelbunden filning med rundfil för att sågförmågan ska kunna upprätthållas.
Eldrivna sågar används till exempel för vedkapning och på byggen medan de mer mobila bensindrivna sågarna har svarat för en väsentlig effektivisering av det svenska skogsbruket under efterkrigstiden. Idag har motorsågar, i de flesta storskaliga tillämpningar, ersatts av skördare. I gallringar är det dock inte ovanligt att självverksamma skogsägare fortfarande utför avverkningen med motorsåg.
Svenska Husqvarna är med sina varumärken en av världens största tillverkare av både motor- och röjsågar. Tidigare ingick Husqvarna i Electroluxkoncernen.
Främsta konkurrent på den svenska marknaden är tyska Stihl.

## Historik

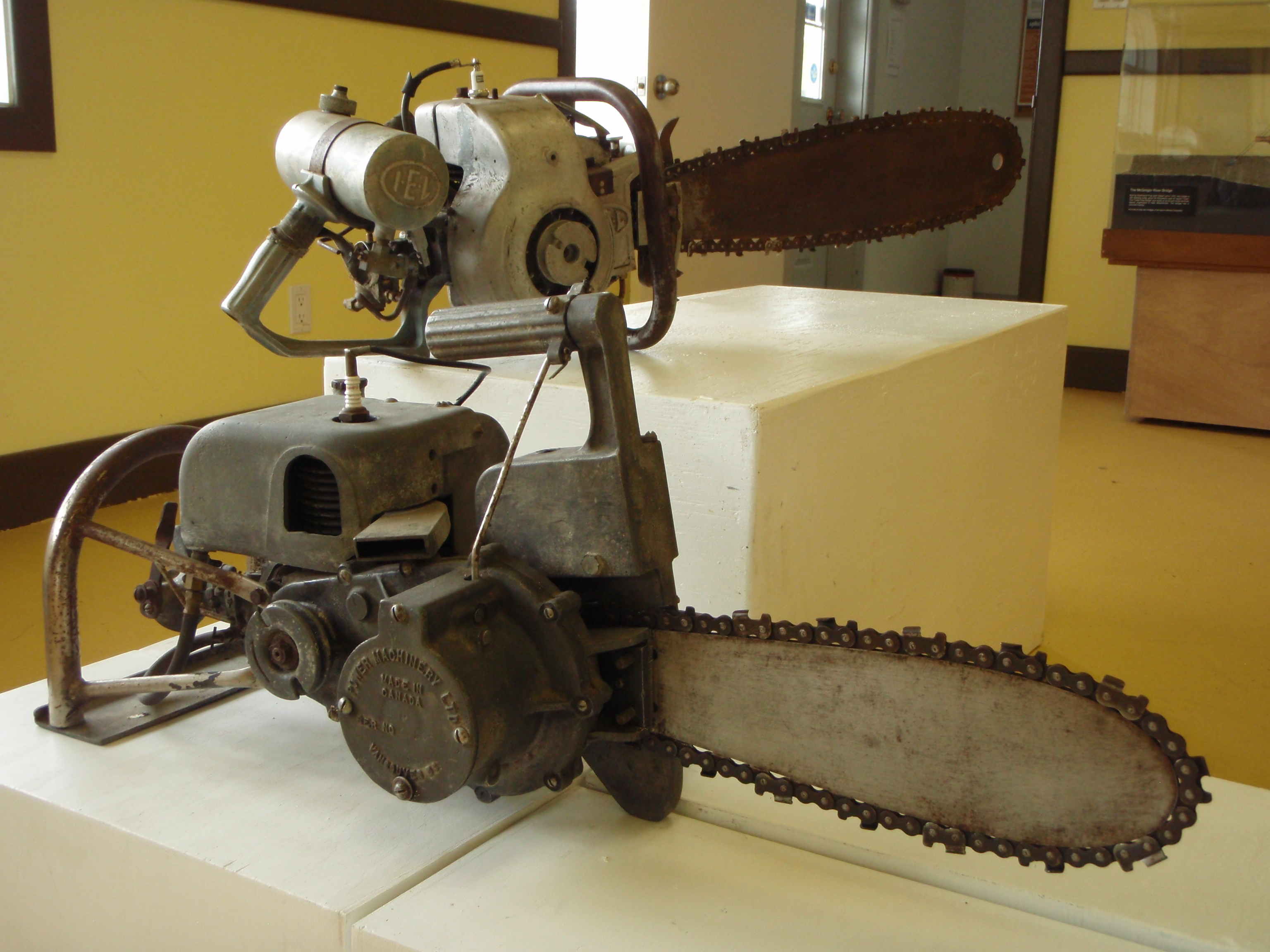
Gamla motorsågar

John Aitken och James Jeffray, två skotska läkare, skapade i slutet av 1700-talet en kedjesåg med avsikten att rädda liv på operationsbordet. Först när en motor las till till kedjesågen fick den sitt mer moderna tillämpningsområde som skogshuggarverktyg. 
Motorsågen är en förhållandevis modern maskin som började användas mer allmänt först i slutet av 1950-talet. Det fanns motorsågar även tidigare men de var stora, klumpiga (ofta 2-mans motorsågar) och opraktiska att använda. En tidig motorsåg kallad Sector uppfanns av Axel Ulrik Westfelt 1916. Motorsågen såldes framförallt i Tyskland där den bland annat användes av militären under första världskriget. En annan svensk, tidig motorsåg kallad Gerber presenterades 1919.
En milstolpe var den enmansmotorsåg som Andreas Stihl presenterade 1929. Den vägde 46 kilo. 1929 uppfanns den första portabla motorsågen av Festo Tyskland (Fezer & Stoll), en tvåmansmotorsåg, stor och otymplig kan man tycka, men ändå portabel. Till Sverige började i slutet av 1940-talet utländska enmansmotorsågar importeras, från bland annat Nordamerika (McCulloch, Homelite) och Tyskland (Stihl, Dolmar) men även Norge (Jobu).

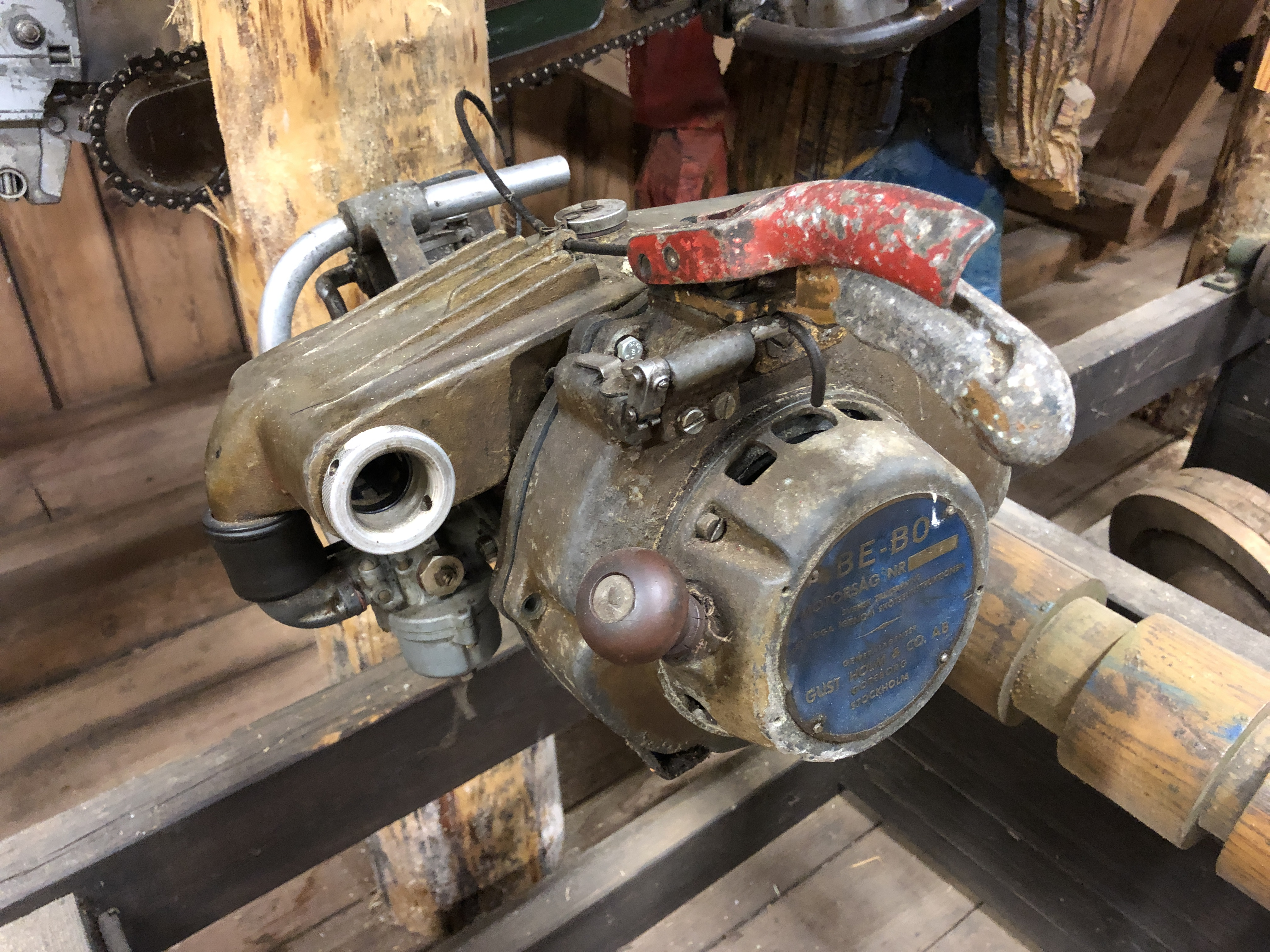
Be-Bo motorsåg

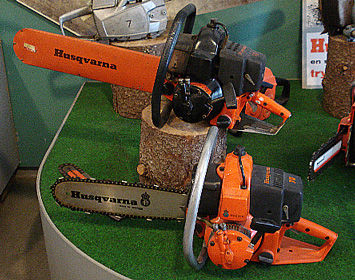
Husqvarna

Den första svenska enmansmotorsågen var Be-Bo som tillverkades av AB Bergborrmaskiner i Varberg i samarbete med Göteborgs Lättmetallgjuteri AB. Sågen kom ut på marknaden 1949 och vägde 20 kg. Svärdet gick att vinkla för fällning och kapning. I instruktionsboken kunde man läsa att kvistningsarbete kunde vara tröttande. Vidare smidig att arbeta med var den inte heller, men en motoriserad skogshuggare effektiviserade sig flera hundra procent tack vare Be-Bo. I stället för ett träd varannan timme fälldes, kvistades och kapades fyra per timme.
Be-Bo blev en stor framgång på den svenska marknaden och när de båda företagen senare gick samman tog de ett namn som syftade på sitt lyckade samarbete, kort och gott, AB Partner. I Sverige var Partner en av de tre ledande tillverkarna tillsammans med Jonsereds Fabrikers AB (Raket) och Husqvarna. Märkena sålde även många motorsågar på export, bland annat Nordamerika blev en viktig marknad. Alla tre köptes upp av Electroluxkoncernen 1977–1979. Partner är nerlagt medan Husqvarna och Jonsered tillverkas i Husqvarnas fabrik i Huskvarna.
I början av 1960-talet användes motorsågen huvudsakligen för att fälla träden och kapa upp stammen i delar. Kvistning utfördes vanligen med yxa. Med tiden utvecklades sågarna så att de blev mindre och lättare. De blev då ett verktyg även för kvistningsarbetet. På 1980-talet ersattes den motormanuella skogshuggaren i stor utsträckning av skogsmaskiner som både fäller träd, kvistar dem och kapar upp stammen i önskade längder, så kallade skördare. Idag utförs den överlägset största delen av skogsavverkningen av skördare, och motormanuellt arbete bedrivs huvudsakligen av självverksamma skogsägare eller som komplement till skördare. Det finns alltså fortfarande många som anser sig ha behov av en motorsåg och därför har en sådan. Bönder, skogsmaskinägare, villaägare, snickare med flera har ofta en motorsåg, som vanligen endast används för mindre arbeten, där det inte är motiverat med en stor skogsmaskin.

## Säkerhet
Varje år skadas tusentals personer i motorsågsrelaterade olyckor och ett tiotal personer omkommer. I ett försök att minska dessa olyckor är det sedan år 2012 i Sverige lag på att inneha ett så kallat motorsågskörkort vid hantering av motorkedjesågar eller röjsågar. 
Det finns vissa undantag för tillfällen då det inte krävs motorsågkörkort men om motorsåg exempelvis skall användas på annans mark verkar det vara nödvändigt med motorsågkörkort.
Motorsågkörkortet består av nivåerna A-F. Förutom olycksrisker som uppkommer till följd av det man sågar i (till exempel risken att ett träd faller åt "fel" håll), är så kallade kast en risk som förtjänar att nämnas. Sågen kan kasta när några av kedjans skärlänkar plötsligt fastnar i det virke som håller på att sågas. Sker detta på överdelen av svärdspetsen kan hela sågen med våldsam kraft kastas uppåt/bakåt mot användaren. Det är även möjligt att få kast bara genom att oavsiktligt beröra virke med svärdspetsen när kedjan är i rörelse.
Moderna bensindrivna motorsågar har en mängd säkerhetsdetaljer (som givetvis bör vara fungerande om sågen ska användas). De lagstadgade för användning är:
- Vibrationsdämpning
- Stoppknapp
- Kedjebroms (kastskydd) som aktiveras automatiskt vid kast. Sågar med kastskydd utan automatisk aktivering får inte längre användas.

- Spärr mot ofrivilligt gaspådrag
- Anordning för uppfångning av kedjan om den skulle gå av
- Handtag med skydd för kedjeskott

Vid skogsarbete måste godkänd skyddsutrustning av följande typ användas:
- Benskydd eller byxor med sågskydd (Det är lagkrav på att sågskydd skall användas)
- Skodon med stålhätta och sågskydd
- Hjälm med visir eller liknande ögonskydd
- Hörselskydd
- Handskar
- Varselkläder på överkroppen

Dessutom måste ett första förband medfölja.

## Tillverkare
- Husqvarna
  - Jonsered
  - Partner
  - McCulloch
- Stihl
- Dolmar
- Homelite

## Tillbehör
- Timmerjigg är en anordning som fästes på motorsågen som gör det möjligt att såga upp en stock till plankor och bräder.

- Det finns speciellt anpassade sågbockar som man monterar sågen på och därigenom erhåller ett minisågverk.

## Motorsåg i populärkultur
En motorsåg har stor betydelse i skräckfilmen Motorsågsmassakern. En annan film där sågen har använts som mordvapen är gangsterfilmen Scarface. Det finns även en svensk film från 1983 vid namn Motorsågen, baserad på en bok med samma namn.
1964 ägde en happening på Moderna Museet rum i vilken Leo Nilsson assisterade medan Karl-Erik Welin bland annat angrep ett piano med motorsåg. Därvid fick Welin ett sår i benet, men fullföljde föreställningen blödande. Stycket kallades Rendez-vous 1963 och var skrivet av “Théodore E. Libèr” alias Knut Wiggen.